# イトキン (企業)
イトキン株式会社（Itokin Co.,Ltd.）は東京都港区に本社を置く婦人服を中心とした衣料品の製造販売企業である。1950年創業。2016年よりインテグラル株式会社の傘下。

## 概要
創業者の辻村金五により、1950年（昭和25年）大阪・船場に株式会社糸金商店として創業。当時の船場は繊維業の中心地でもあり、同業者を「糸屋（いとや）」と呼ぶ習慣があったため「糸屋の金五さん」という呼称がつき、やがてそこから社名が「イトキン」と命名されることになる。
その後、国内各地に工場を構え、海外企業ならびにブランドとの提携を開始。1980年代には香港に事務所を設立したのを皮切りに海外に複数の拠点を置く。
1990年代中期まで、TBSラジオや東海ラジオ、RKBラジオなどのラジオ局を中心に、「（個性溢れるファッションライフを提案します）世界のファッション、イトキン」という2秒から5秒のラジオをCMを放送していたことでも知られる。
展開するブランドは、「a.v.v（アー・ヴェ・ヴェ）」、百貨店向けの「ミッシェル クラン」、「シビラ」、「ジャンニ ロ ジュディチェ」などグループ企業も合わせると20ブランドに及ぶ。
2016年2月に投資会社のインテグラルの傘下となり、社長の辻村章夫はじめ創業家は経営から退き、副社長だった前田和久が社長に就任。インテグラル側からは会長と取締役2人が就任。

## 沿革
- 1950年（昭和25年）8月 - 創業。
- 1951年（昭和26年）4月 - 大垣工場を開設。
- 1956年（昭和31年）2月 - 東京支店を開設。
- 1959年（昭和34年）3月 - 福岡支店を開設。
- 1963年（昭和38年）4月 - 札幌支店を開設。
- 1977年（昭和52年）
  - 3月 - 原宿ビルが竣工。
  - 10月 神宮前ビルが竣工。
- 1978年（昭和53年）9月 - 大阪本社ビル社屋竣工。
- 1979年（昭和54年）6月 - 仙台、名古屋、広島に支店を開設。
- 1985年（昭和60年）4月 - 東京クリエーターズビル竣工。
- 1988年（昭和63年）6月 - 代表取締役社長に辻村浩一が就任。
- 1998年（平成10年）1月 - 代表取締役社長に辻村章夫が就任。
- 2007年（平成19年）8月 - イトキンIDEAプロジェクト始動。
- 2016年（平成28年）2月 - 代表取締役社長に前田和久が就任。
- 2017年（平成29年）2月 - 自社ECサイトを全面リニューアル、公式通販サイト「ITOKIN Online Store」サービス開始。
- 2021年（令和3年）11月 - 公式ファッションアプリ「ITOKIN Group」サービス開始。
- 2024年（令和6年）7月 - 本社所在地を東京都港区に移転。

## 事業所
- 東京本社原宿ビル - 東京都港区六本木3-1-1　六本木ティーキューブ
- 大阪支店 - 大阪府大阪市中央区南久宝寺町2-2-9　船場フジイビル8階
- 札幌支店 - 北海道札幌市中央区北4条西7丁目1-5　札幌ホワイトビル4階
- 福岡支店 - 福岡県福岡市博多区祇園町2-8　リアン祇園ビル5階
- 物流センター - 茨城県笠間市市野谷1531-3

## ブランド
- イトキン株式会社
  - a.v.v［アー・ヴェ・ヴェ］
  - CHRISTIAN AUJARD［クリスチャン オジャール］　
  - CHRISTIAN AUJARD Lサイズ［クリスチャン オジャール Lサイズ］　 　
  - eur3［エウルキューブ］
  - GEORGES RECH［ジョルジュ レッシュ］　
  - GIANNI LO GIUDICE［ジャンニ ロ ジュディチェ］
  - Jocomomola ［ホコモモラ］　
  - Maison de CINQ［メゾン ドゥ サンク］　
  - MICHEL KLEIN［ミッシェル クラン］
  - MK MICHEL KLEIN BAG［エムケー ミッシェルクラン バッグ］
  - MICHEL KLEIN HOMME［ミッシェルクラン オム］　　　
  - MK MICHEL KLEIN［エムケー  ミッシェル クラン］　
  - MK MICHEL KLEIN homme［エムケー ミッシェルクラン オム］
  - al'aise modulation［アレーズ モジュレーション］
  - OFUON le MK［オフオン ル エムケー］
  - Sybilla［シビラ］
  - S sybilla［エス バイ シビラ］
  - TARA JARMON［タラ ジャーモン］
- ヒロココシノインターナショナル株式会社　　
  - HIROKO KOSHINO［ヒロコ コシノ］　 　
  - HIROKO KOSHINO TRUNK［ヒロココシノ トランク］
  - HIROKO BIS［ヒロコ ビス］